# لوسي مانيت
لوسي مانيت (بالإنجليزية: Lucie Manette)‏ هي شخصية خيالية ابتكرها المؤلف الإنجليزي «تشارلز ديكنز» لتكون أحد الشخصيات الرئيسة في روايته «قصة مدينتين».

## نظرة عامة
لوسي مانيت هي ابنة الدكتور ألكسندر مانيت، وهي فتاة جميلة مُحبة ذات قلب طيب في الثامن عشر من عمرها تتمتع بحكمة تفوق سنوات عمرها. تلتقي لوسي أثناء رحلتها مع والدها عائدين إلى الوطن بالشاب الفرنسي «تشارلز دارني» الذي ينجذب إلى حبها لوالدها ورعايتها له. وعندما يُقبض على دارني بتهمة التجسس بسبب الأدلة التي لفقها له جون بارساد بناءًا على أوامر عمه الماركيز سانت افريموند يحضر الدكتور مانيت وابنته لوسي المحاكمة بدافع القلق، وهناك تقابل لوسي «سيدني كارتون»، ذلك المحامي السكير الذي يقع في غرامها. وقد كانت لوسي تمد يدها لكارتون حرصًا على صلاحه، لكن دارني كان هو من يتودد لها بجدية فقبلت عرضه بالزواج.

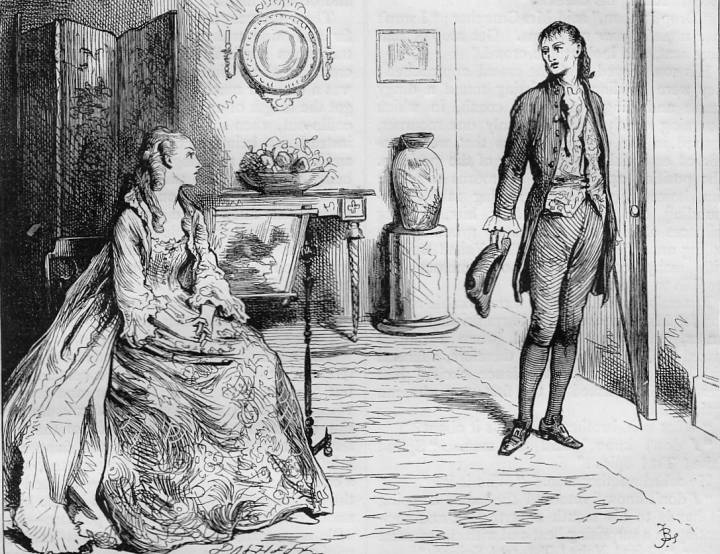
لوسي مانيت مع سيدني كارتون. بريشة: فريد بارنارد

عاد دارني إلى فرنسا عندما كانت ابنته هو ولوسي قد قاربت السادسة من عمرها، وتبعه كل من لوسي وأبوها الدكتور مانيت وابنتها الصغيرة لوسي ومربيتها الآنسة بروس حين علموا بإنه في السجن. وقد كانت لوسي تعتمد على أبوها في إنقاذ زوجها وهو ما نجح أبوها في فعله، ولكن الإتهامات عادت لتوجه إلى دارني من جديد، وبقيت لوسي وفية ومخلصة لزوجها خلال فترة سجنه.

## اقتباسات للشخصية
- «سوف أرى شبحه، سيكون شبحه وليس هو ... لقد كنت حرة، لقد كنت سعيدة، ولكن شبحه لم يطاردني أبدًا[1]» – لوسي مانيت، قصة مدينتين
- «لقد كان السجين شديد الثقة بي -وقد كانت ثقته تلك نابعة من موقفي البائس- بقدر ما كان طيبًا وصالحًا ومعينًا لوالدي، وآمل ألا يكون سدادي لدينه هو جلب الأذى عليه اليوم[2]» – لوسي مانيت، قصة مدينتين
- «وأنا الليلة في غاية السعادة يا أبي العزيز، إن سعادتي لعميقة بالحب الذي باركته السماء، حبي لتشارلز وحب تشارلز لي[3]» – قصة مدينتين
- «آمل ألا أكون ناكرة للجميل، لكن هذه المرأة المخيفة ترمي بظلًا علي وعلى كل أمالي [4]» – لوسي مانيت، قصة مدينتين
- «هل لي أن ألمسه؟! هل لي أن أعانقه مرة واحدة؟! أرجوكم أيها المواطنون الصالحون! هلا غمرتكم الشفقة علينا؟[5]» – لوسي مانيت، قصة مدينتين

## وصلات خارجية
- شخصية لوسي مانيت
- مقال تحليل شخصية لوسي مانيت
- لوسي مانيت Shmoop